# Maskenkiebitz

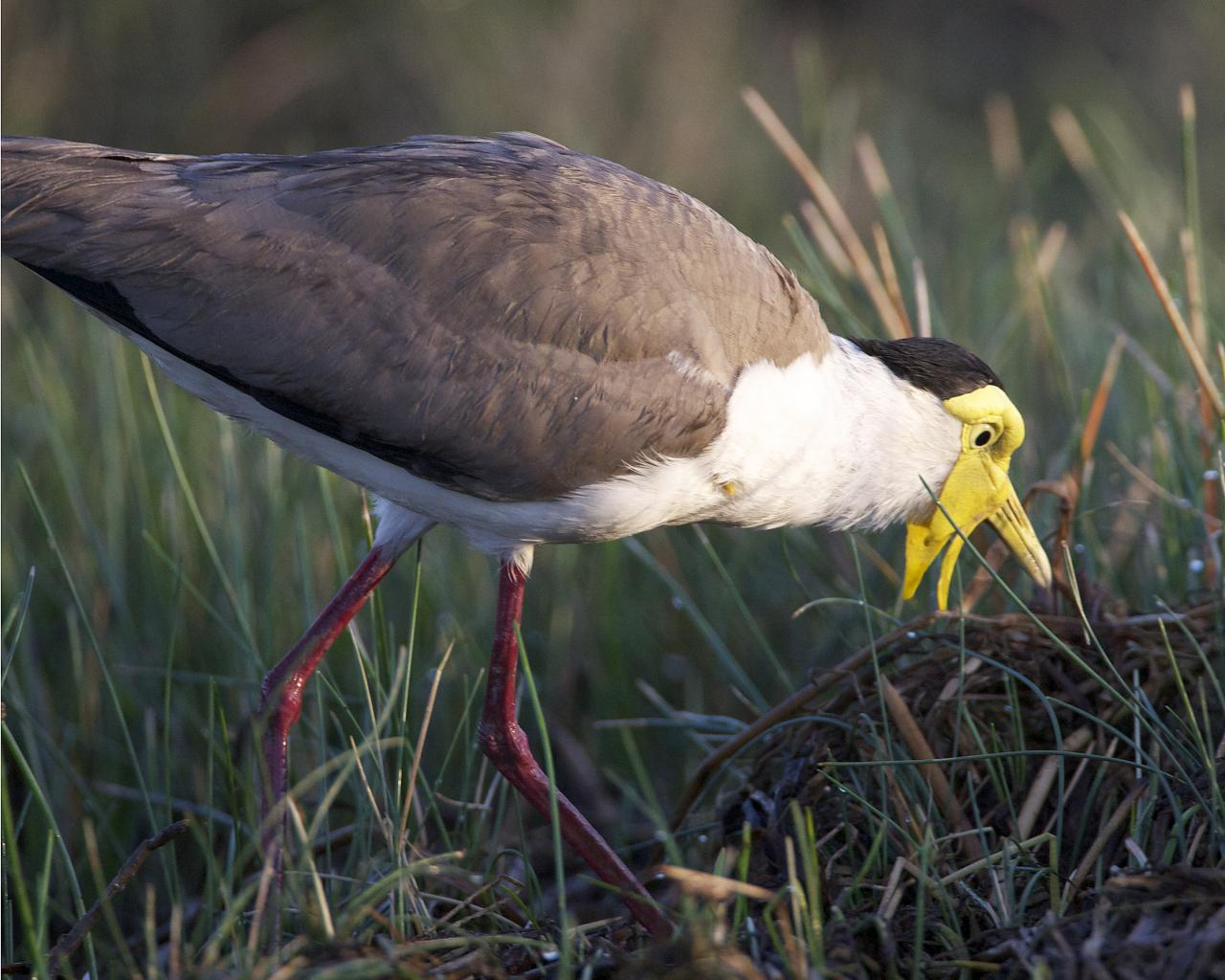
Maskenkiebitz der Nominatform bei der Nahrungssuche, Mary River, Australien

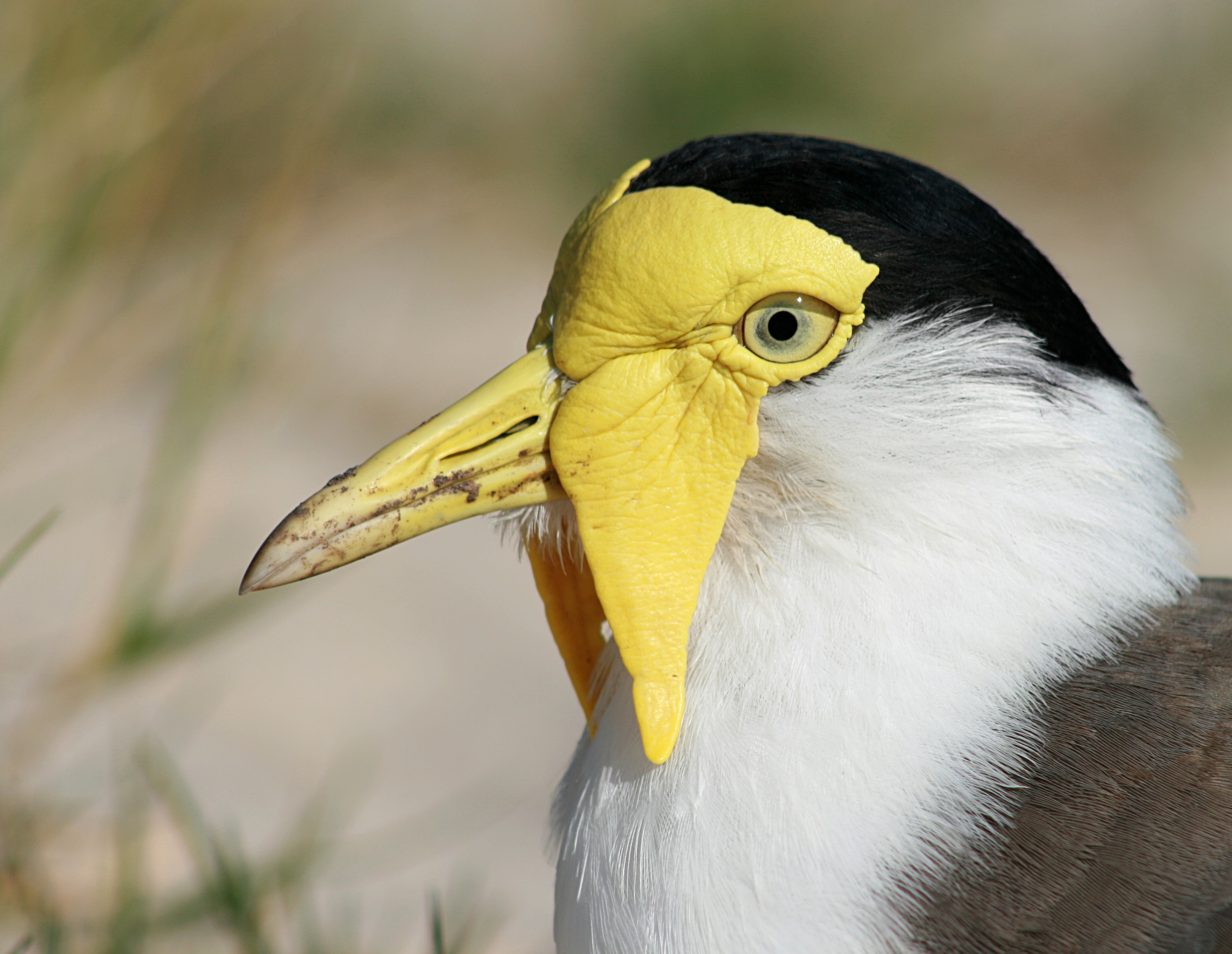
Kopfstudie der Nominatform

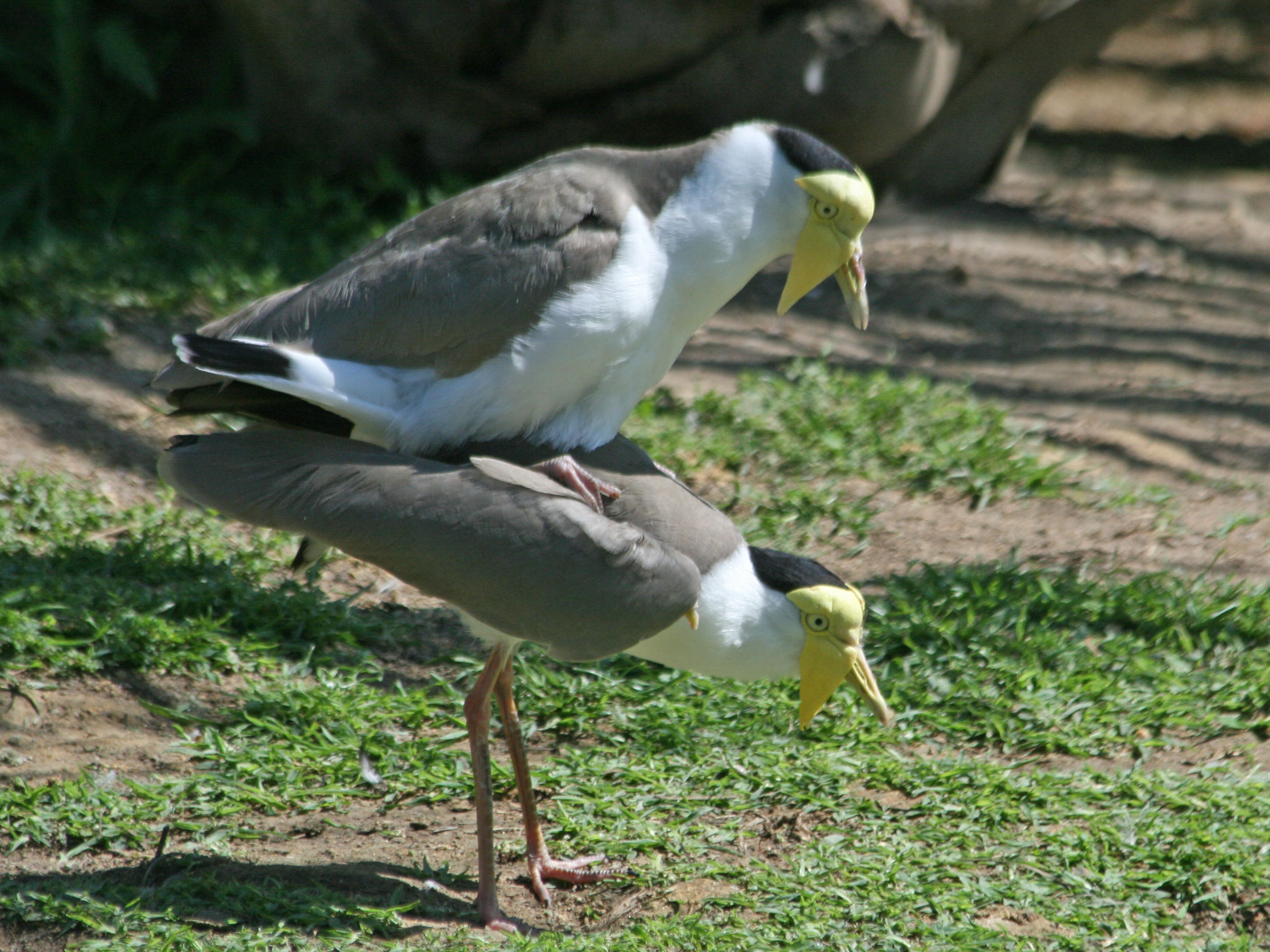
Maskenkiebitze bei der Paarung

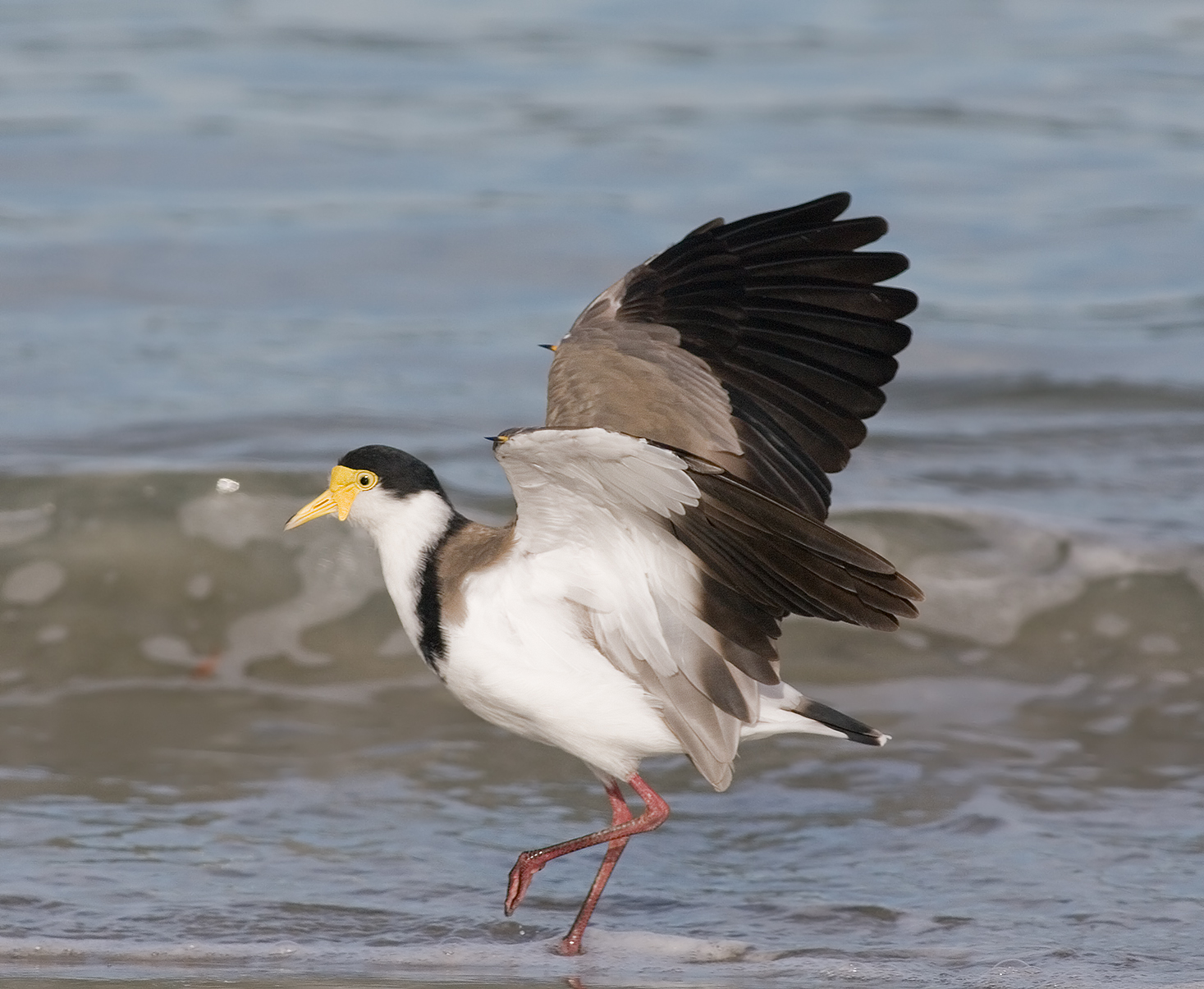
Maskenkiebitz der Unterart Vanellus miles novaehollandiae. Bruny Island, Tasmanien

Der Maskenkiebitz (Vanellus miles) ist eine Vogelart aus der Familie der Regenpfeifer (Charadriidae), der zur Avifauna Australiens und Ozeaniens gehört. Der Kiebitz wird gelegentlich auch als Soldatenkiebitz bezeichnet. Diese ältere Bezeichnung, die sich auch im lateinischen Artepitheton miles (= Soldat) reflektiert, leitet sich von den spornbewehrten Flügel dieses Kiebitz ab. Es werden zwei Unterarten unterschieden.
Die Bestandssituation des Maskenkiebitzs wurde 2016 in der Roten Liste gefährdeter Arten der IUCN als „Least Concern (LC)“ = „nicht gefährdet“ eingestuft.
Er ist stellenweise ein häufiger Vogel.

## Merkmale
Der Maskenkiebitz erreicht eine Körperlänge von bis zu 35 Zentimeter und wiegt bis zu 450 Gramm bei einer Flügelspannweite von 85 Zentimeter. Der Geschlechtsdimorphismus ist nur geringfügig ausgeprägt. Männchen bleiben etwas kleiner als die Weibchen. Der Sporn am Flügel ist bei den Männchen jedoch 0,7 Zentimeter lang, während er bei den Weibchen 0,2 Zentimeter beträgt. Dagegen sind die Hautlappen unter den Augen bei den Weibchen größer als bei den Männchen.
Die Kopfplatte ist bis zum Nacken schwarz. Der Bauch und der Unterschwanz sind weiß. Die Flügel und der Rücken sind hell graubraun, die Körperunterseite ist weiß. Auffallend sind die großen gelben Gesichtslappen. Der Schnabel ist gleichfalls gelb. Die Beine sind fleischfarben.

### Merkmale der beiden Unterarten
Es werden für den Maskenkiebitz mit der Nominatform Vanellus miles miles und dem im Süden des Verbreitungsgebietes vorkommenden Vanellus miles novaehollandiae zwei Unterarten unterschieden.
Die Nominatform hat am Schnabel längere Hautlappen, die bis zur Mitte und bei einigen Individuen sogar über das Auge reichen. Der Nacken und die Halsseiten sind rein weiß. Der Sporn ist gelb. Die Unterart Vanellus miles novaehollandiae hat dagegen am Schnabel kleinere und rundlichere Hautlappen, die vor dem Auge enden. Bei ihnen ist der Nacken bis zum Mantelansatz und die Brustseiten schwarz. Der Sporn an den Flügel ist länger und weist eine dunkle Spitze auf.

## Verbreitung und Lebensraum
Der Maskenkiebitz lebt in Australien, Tasmanien, Neuseeland und Neuguinea. Wie für Kiebitze typisch kommt er vor allem in Offenlandschaften vor: im offenen Grasland, auf Feldern und Sumpfgebieten. Er ist ein Kulturfolger, der vermehrt auch in urbanen Regionen anzutreffen ist. Er nutzt dort die vom Menschen geschaffenen Grasflächen von Parks und Golfplätzen.

## Lebensweise
Die Nahrung besteht aus Insekten, Spinnen, Würmern und  Krustentieren. Daneben frisst er aber auch verschiedene Sämereien.
Maskenkiebitze sind Bodenbewohner, die während der Brutzeit paarweise leben und ihr Revier energisch gegen Artgenossen und das Gelege gegenüber Fressfeinden verteidigen. Auch Menschen werden oft zur Einschüchterung angeflogen, wenn sie in die Nähe eines Nests gelangen. Außerhalb der Brutzeit kommen Maskenkiebitze in Trupps vor, die bis zu 100 Individuen umfassen können.
Die Fortpflanzungszeit der Maskenkiebitze ist an keine Jahreszeit gebunden. Zu Bruten kommt es, wenn ein ausreichendes Nahrungsangebot vorhanden ist. Zur Paarfindung kommt es zu einer Gruppenbalz. Der Maskenkiebitz baut ein einfaches Bodennest, das aus einer mit Gräsern und Ästchen geringfügig ausgepolsterten Bodenmulde besteht. Sie legen 3 bis 4 Eier. Beide Elternvögel sind an der Brut beteiligt und zeigen ein Verleitverhalten, wie es für viele Bodenbrüter typisch ist. Nach einer Brutdauer von 4 Wochen schlüpfen die Küken, die in ihren ersten drei Lebenswochen nach Warnrufen der Elternvögel sich flach auf den Boden legen. Sie sind mit einem Jahr ausgewachsen. Mit zwei Jahren sind sie geschlechtsreif.
Die Vögel bevorzugen große, offenen Flächen als Neststandort. Sie sind berüchtigt dafür, ihre Nester an gefährlichen oder für Menschen ungeschickten Stellen zu bauen, wie zum Beispiel Golfplätze, Fußballfelder oder Flugzeuglandebahnen.

## Haltung
Die europäische Erstzucht von Maskenkiebitzen soll im Jahre 1910 dem Londoner Zoo gelungen sein. Sie wurden danach über mehrere Jahrzehnte in Zoos nicht mehr gezeigt und kamen erst in den 1980er Jahren wieder in den Handel. Dem niederländischen Vogelpark Avifauna gelangen 1992 Zuchten, der Vogelpark Walsrode konnte 1995 erstmals wieder Maskenkiebitze nachzüchten. In menschlicher Obhut gehaltene Maskenkiebitze haben bereits ein Lebensalter von bis zu 20 Jahren erreicht.

## Einzelbelege
1. 1 2   Pagel, Marcordes:  Exotische Weichfresser. S. 56.
2. ↑  
Vanellus miles in der Roten Liste gefährdeter Arten der IUCN 2016. Eingestellt von: BirdLife International, 2016. Abgerufen am 29. Januar 2018.
3. ↑  Don't fear the plover. 21. April 2015, abgerufen am 21. Oktober 2020 (englisch).
4. 1 2 3   Pagel, Marcordes:  Exotische Weichfresser. S. 57.
5. ↑  Why plovers are lovers of a piece of risky real estate. 19. September 2018, abgerufen am 21. Oktober 2020 (australisches Englisch).
6. ↑  Airport Transport Safety Bureau: Masked Lapwings: Managing bird strike risk at Australian airports. In: atsb.gov.au. Australische Regierung, abgerufen am 21. Oktober 2020 (englisch).